# لفظ عامي
اللفظ العامي هو اللفظ المنسوب إلى عامة الناس أي المستعمل في اللغة العامية والمعروف في اللغة المحكية، وربما استعملته الخاصة من علماء وأدباء في اللغة المكتوبة لصرف المتلقي والقارئ إلى المعنى العامي.

## وصلات خارجية
- فالح حنظل. معجم الألفاظ العامية